# Constitucionalismo Comparado - CC
Constitucionalismo Comparado - CC es un centro de investigación colombiano en Derecho Constitucional e Historia del Derecho, adscrito a la Unidad de Investigaciones Jurídico-Sociales (UNIJUS) de la Facultad de Derecho, Ciencias Políticas y Sociales de la Universidad Nacional de Colombia en Bogotá, fundado en 2006 por Bernd Marquardt, y clasificado en la categoría A1 por Colciencias,  la más alta del país.

## Publicaciones
- Paz a través del Derecho y de la Constitución (Grupo Editorial Ibáñez, 2016). Anuario VI. Seleccionado como uno de los mejores 10 libros académicos de Colombia en el 2016 por El Espectador.[4]
- El Estado Constitucional de los Valores (Grupo Editorial Ibáñez, 2015). Anuario V.
- El Estado Constitucional en el tiempo y el espacio (Universidad Nacional de Colombia, 2015). Anuario IV.
- Constitucionalismo científico II: entre el Estado y el mercado (Temis, 2013). Anuario III.
- Constitucionalismo científico: dinámicas globales y locales (Temis, 2012). Anuario II.
- Constitucionalismo Comparado: Acercamientos metodológicos, históricos y teóricos (Universidad Nacional de Colombia, 2009). Anuario I.